# Municipio de Galva (Illinois)
El municipio de Galva (en inglés: Galva Township) es un municipio ubicado en el condado de Henry en el estado estadounidense de Illinois. En el año 2010 tenía una población de 2837 habitantes y una densidad poblacional de 31,95 personas por km².

## Geografía
El municipio de Galva se encuentra ubicado en las coordenadas 41°11′2″N 90°2′19″O / 41.18389, -90.03861. Según la Oficina del Censo de los Estados Unidos, el municipio tiene una superficie total de 88.81 km², de la cual 88,79 km² corresponden a tierra firme y (0,02 %) 0,02 km² es agua.

## Demografía
Según el censo de 2010, había 2837 personas residiendo en el municipio de Galva. La densidad de población era de 31,95 hab./km². De los 2837 habitantes, el municipio de Galva estaba compuesto por el 96,83 % blancos, el 0,95 % eran afroamericanos, el 0,07 % eran amerindios, el 0,39 % eran asiáticos, el 0,53 % eran de otras razas y el 1,23 % eran de una mezcla de razas. Del total de la población el 2,89 % eran hispanos o latinos de cualquier raza.